# 王儼 (弘治進士)
王儼（1467年—？年），字子敬，直隸揚州府江都縣人，軍籍，治《易經》，明朝政治人物。

## 生平
弘治二年（1489年）己酉科應天府鄉試第一百九名舉人。弘治十八年（1505年）中式乙丑科三甲第十名進士。任福建光澤縣知縣，任內五年，政績卓著，擢刑部主事，升郎中。官至湖广岳州府知府。

## 家族
曾祖王福興；祖父王□；父王成，州判官。母薛氏；繼母朱氏。